# Giuseppe Candita
Giuseppe Candita (Cittiglio, Varese, Italia, 16 de abril de 1978) es un dibujante de cómic italiano.

## Biografía
En 1992, con solo 14 años de edad, entró a formar parte del estudio de Corrado Roi, uno de los principales dibujantes de Dylan Dog. Gracias al guionista Ade Capone, en 2006 debutó en el mundo de los cómics dibujando una historia de Lazarus Ledd. El mismo año, trabajó para el mercado estadounidense, ilustrando una historieta de terror publicada por la editorial Narwain en Brian Yuzna's Horrorama.
Para Star Comics dibujó historias de Jonathan Steele, Nemrod, Factor V y San Michele, y se convirtió en el portadista de Legion 75. Para la editorial 7age entertainment trabajó en las series Draco, Cronache di Legend y Gotika, en el 2010. El año siguiente, ilustró la serie Korea de la editorial francesa Zephyr Editions. En 2013, entró en el equipo de Julia - Las aventuras de una criminóloga de la editorial Bonelli, para la que ilustró también historias de Zagor y Tex en 2020.